# 고진샤
고진샤(株式会社工人舎, Kojinsha)는 일본 외 국가에서 SA1F00 UMPC로 잘 알려진 일본의 PC 제조업체이다. 2006년 11월, 이 기업은 단순 구성의 경량 컴퓨터 시리즈인 고진샤 SA를 발표하였으며 이 제품은 가격 대비 높은 사양이어서 많은 집중을 받았다. BCN의 시장 정보에 따르면 11인치 미만의 화면을 가진 컴퓨터를 기준으로 일본 시장을 주도하였다.